# Peziotrichum lachnella
Peziotrichum lachnella är en svampart som först beskrevs av Pier Andrea Saccardo, och fick sitt nu gällande namn av Gustav Lindau 1900. Peziotrichum lachnella ingår i släktet Peziotrichum och familjen Nectriaceae.   Inga underarter finns listade i Catalogue of Life.